# 福建籃球隊
康仁福建籃球隊（ Wellman Fukien Basketball Team），是香港的一支籃球隊，現時為香港籃球聯賽甲一組參賽球隊。

## 球隊歷史
自1998年後，福建便從未離開過「Big 4」之列，但卻在2009年季後賽因成績欠佳而被踢入護級組，為了解決問題，福建領隊陳少煌於2010年邀請好朋友兼前安青領隊黃偉鴻加入，共同執掌球隊，而他更帶着舊部屬教練朱耀明、球員宗銘達、惠龍兒、石少基及黃德文轉投，同年於金至尊盃超級聯賽2010重金禮聘引入NBA球隊籃網、76人的比福德等外援，當屆更取得超級聯賽冠軍及最有價值球員。2011年，福建今年作出重大改革，以一班年青球員為主力，球隊表現神勇，更殺入季後賽，最終奪殿軍完成整個甲一聯賽，在2011第2屆「金至尊盃超級聯賽」中奪取亞軍。2016年，福建因為香港首支職業籃球隊東方升班而挖角潮流失多位球員，福建今季決定大換血，除了林羽和蘇尚瀛跟隨安慶健教練由晉龍來投，及新外援美國的Rice Zachary，今季球隊差不多等於重新組班，希望能給予球迷耳目一新的感覺。2017年，冠名標準福建。
2017年7月19日，25日，28日在新伊館和東方爭奪。季後赛季軍戰，
19日及25日，已負。28日在五局三勝制的比赛，必須擊敗東方。才可以繼續比賽下去。
7月28日，標準福建領先頭三節，但後來因體力不繼，第四節只拿得9分，輸55比70。只拿到季後賽總殿軍。
2017年9月簽入中鋒韋利士及司徒偉傑，球員林家滿、韓旭健、安家仲、林志洛、陸子軒加強實力.
2018年9月，康仁體育會管理，由張子龍岀任主帥，簽入中鋒蔡龍德、陳耀祖、謝文俊、梁嘉顯、羅文光、蘇伊俊、鄭錦興全華班應戰。
2021年正式冠名為康仁福建籃球隊。

## 球會管理層
| 球會領隊：   | 蔡啟新                   |
| 球會副領隊： | 尹國強、譚子文、盧冠宇   |
| 球會贊助人： | 郭俊華、謝俊邦           |
| 球會公關：   | 蔡啟新（康仁體育會主席） |

## 職員名單
| 籃球部總教練：張子龍   |
| 籃球部助理教練：許子建 |
| 籃球部助理教練:張偉業  |

## 球隊榮譽
- 2017年香港男子甲一組籃球聯賽季後賽總殿軍

## 歷任主教練
- 朱耀明
- 張泰榮
- 安慶健
- 張子龍

## 曾效力球員

### 本地球員
| - 宋方 - 林羽 - 懷斯 - 王祐天 - 盧冠喬 - 余永興 - 張力允 - 張致恒 - 韓旭健 - 蘇尚瀛 - 吳華峰 - 惠龍兒 - 安家仲 - 梁嘉顯 - 林家滿 - 林志洛 - 鍾俊昇 - 葉俊傑 - 宗銘達 - 鄭錦興 - 鄧志恆 - 劉子禮 - 張志豪 - 張偉康 - 蔡芳裕 - 香振強 - 呂楚威 - 劉凱濤 - 周家駒 - 黃鎮煒 - 翁金驊 - 虞興海 - 徐遠成 - 徐遠征 - 胡國鋒 - 梁月明 - 梁國成 - 盧冠宇 - 嚴偉德 - 林萬進 - 余耀明 - 盧鴻略 - 謝文俊 - 謝再生 - 張偉康 - 吳永豪 - 陳尚威 - 董凱琳 - 王超望 - 葉嘉浩 - 林志諾 - 司徒偉傑 - 歐陽維江 - 葉朋偉 |

### 外援球員
- 利華斯
- 費鐘士

## 外部連結
- 香港籃球總會網頁 （页面存档备份，存于）